# Isole Cíes
Le Isole Cíes (Illas Cíes in galiziano; Islas Cíes in castigliano) sono un arcipelago spagnolo di tre isole, situato nell'Oceano Atlantico poco al largo della costa della Galizia, non lontano da Vigo e dalla sua ria, nella provincia di Pontevedra e a circa 30 km dal Portogallo.
Le tre isole sono, per grandezza, Monteagudo ("Monte aguzzo") o Isola Nord, Illa do Faro ("Isola del Faro") or Isola di Mezzo e San Martiño o Isola Sud. Sono parte integrante del Parco Nazionale delle Isole Atlantiche della Galizia.
Durante la bassa marea, le due isole principali sono collegate da un lungo tombolo sabbioso, mentre la più piccola rimane sempre isolata. La Praia das Rodas ("spiaggia delle ruote"), una delle numerose spiagge di Monteagudo, è stata classificata dal quotidiano The Guardian nel 2007 come la più bella al mondo.

## Galleria d'immagini

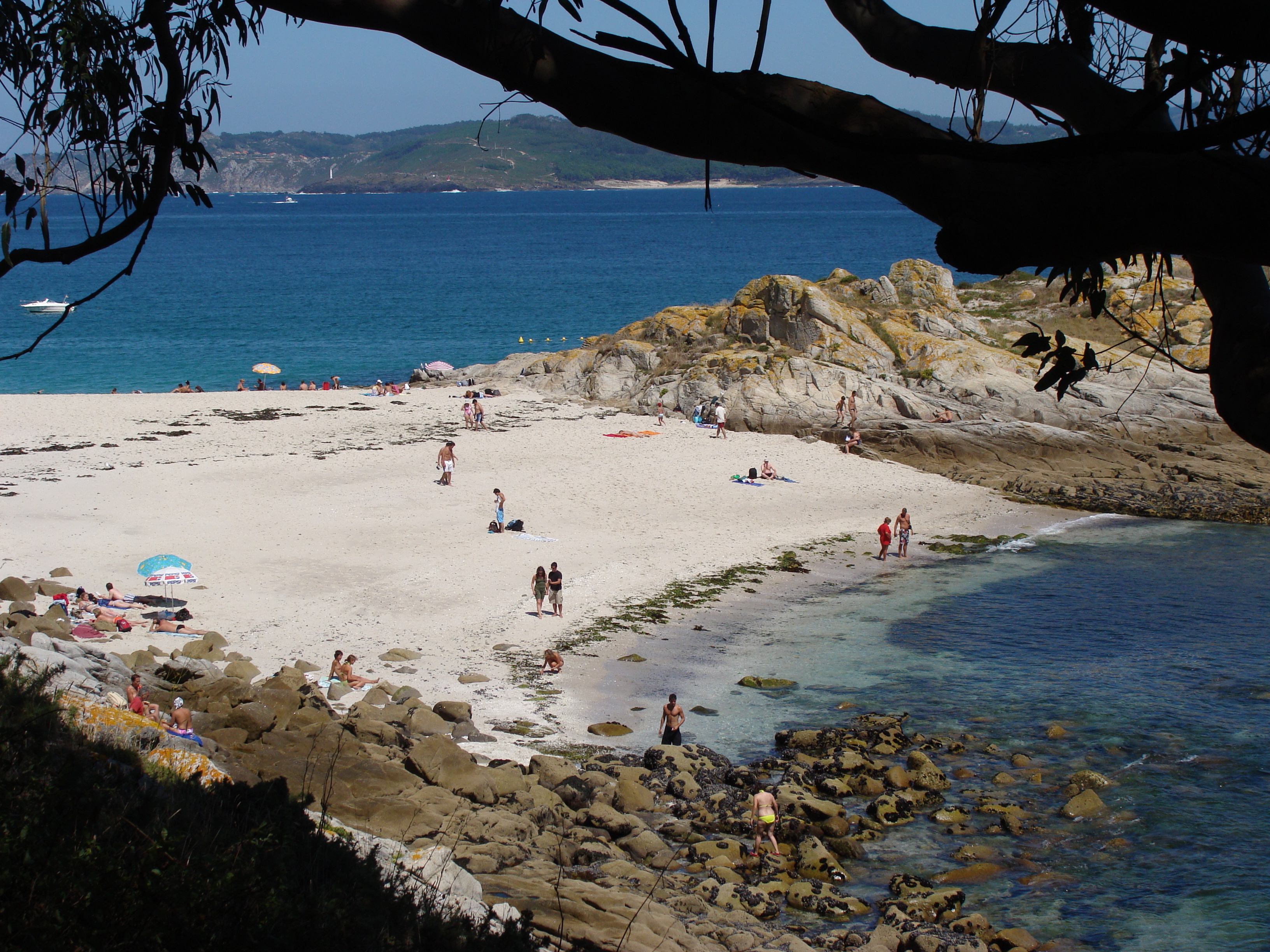
La Praia dos viños
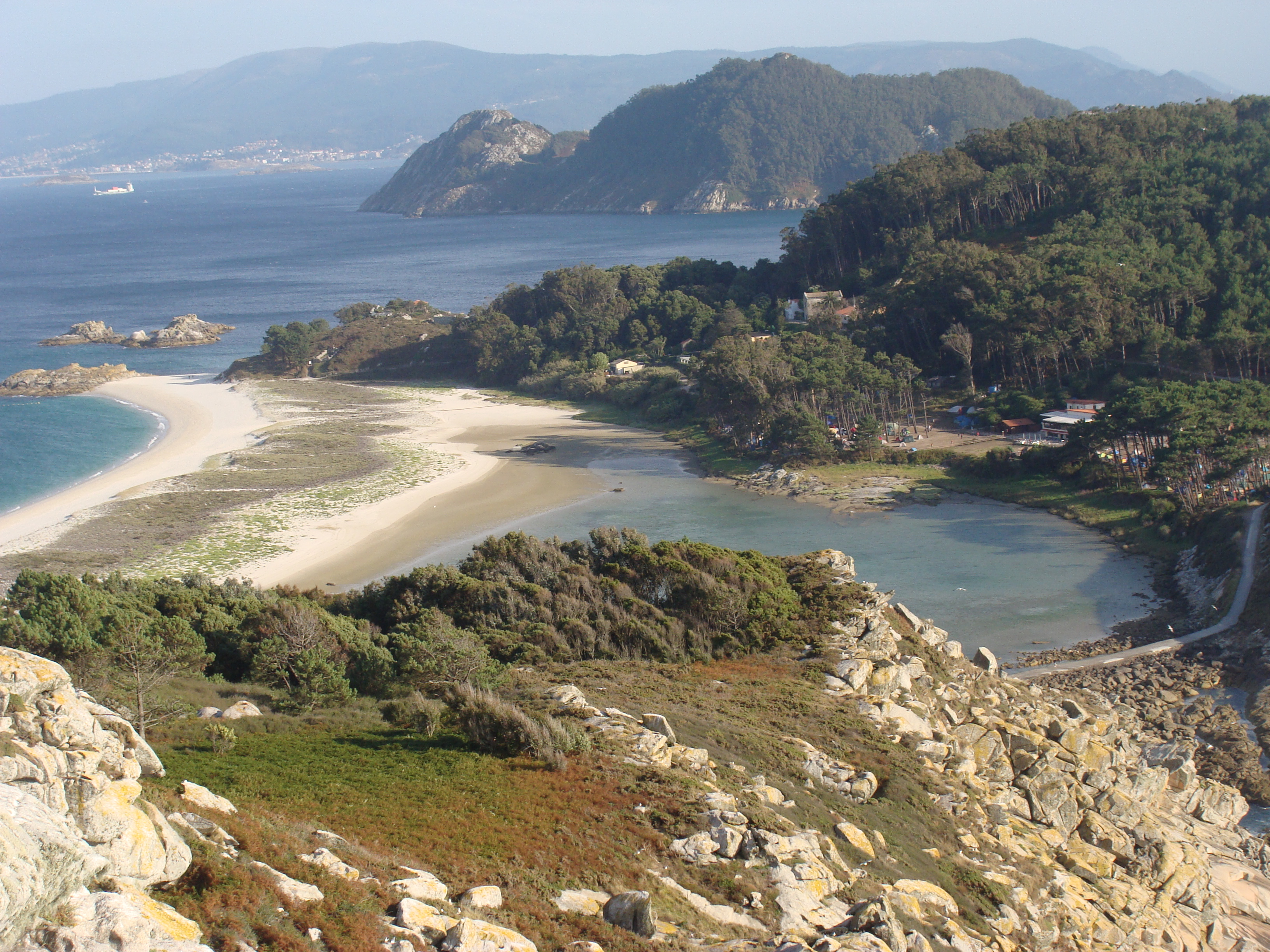
La celebre ed apprezzata Praia das Rodas con la laguna
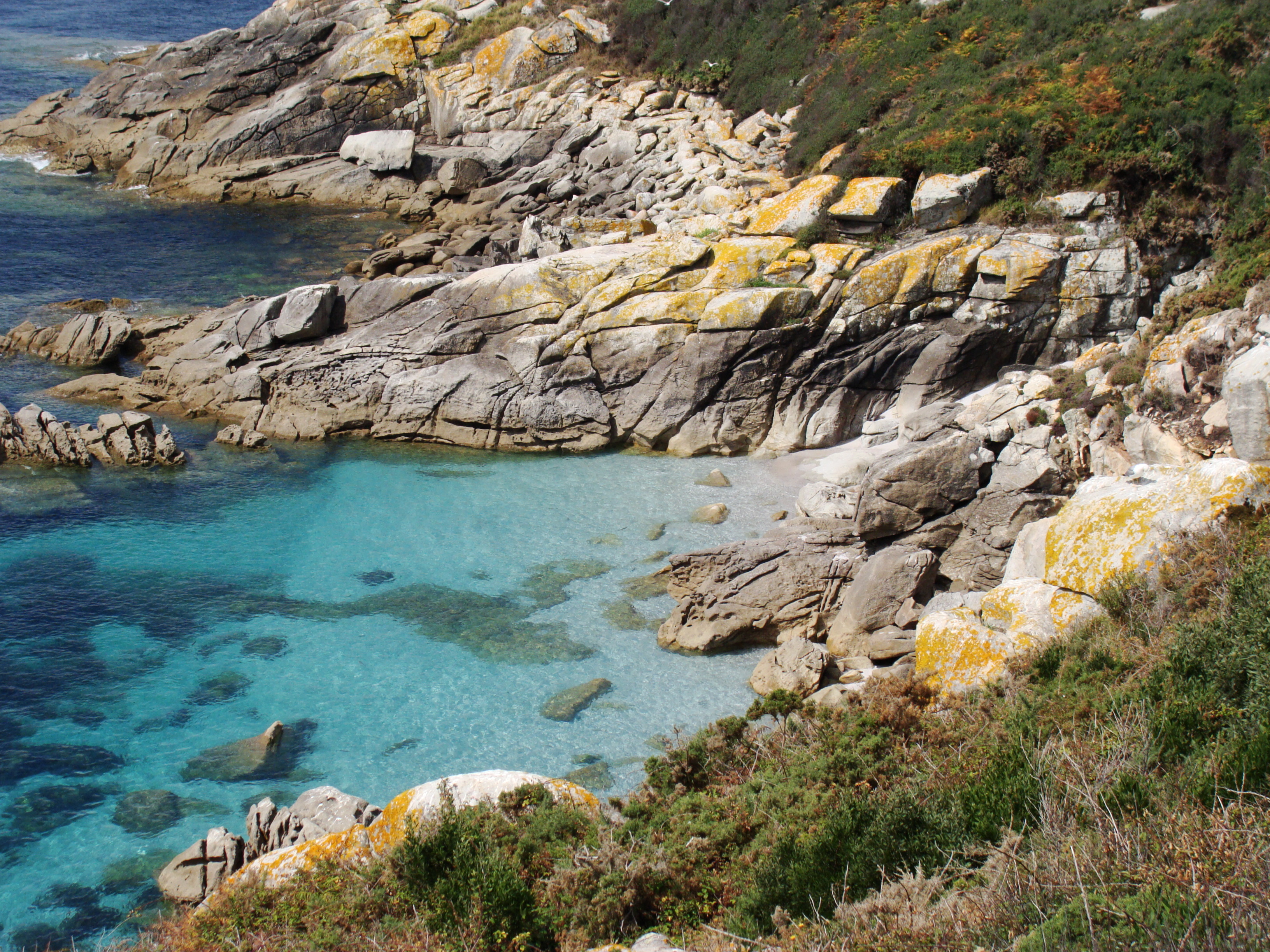
Scogliere
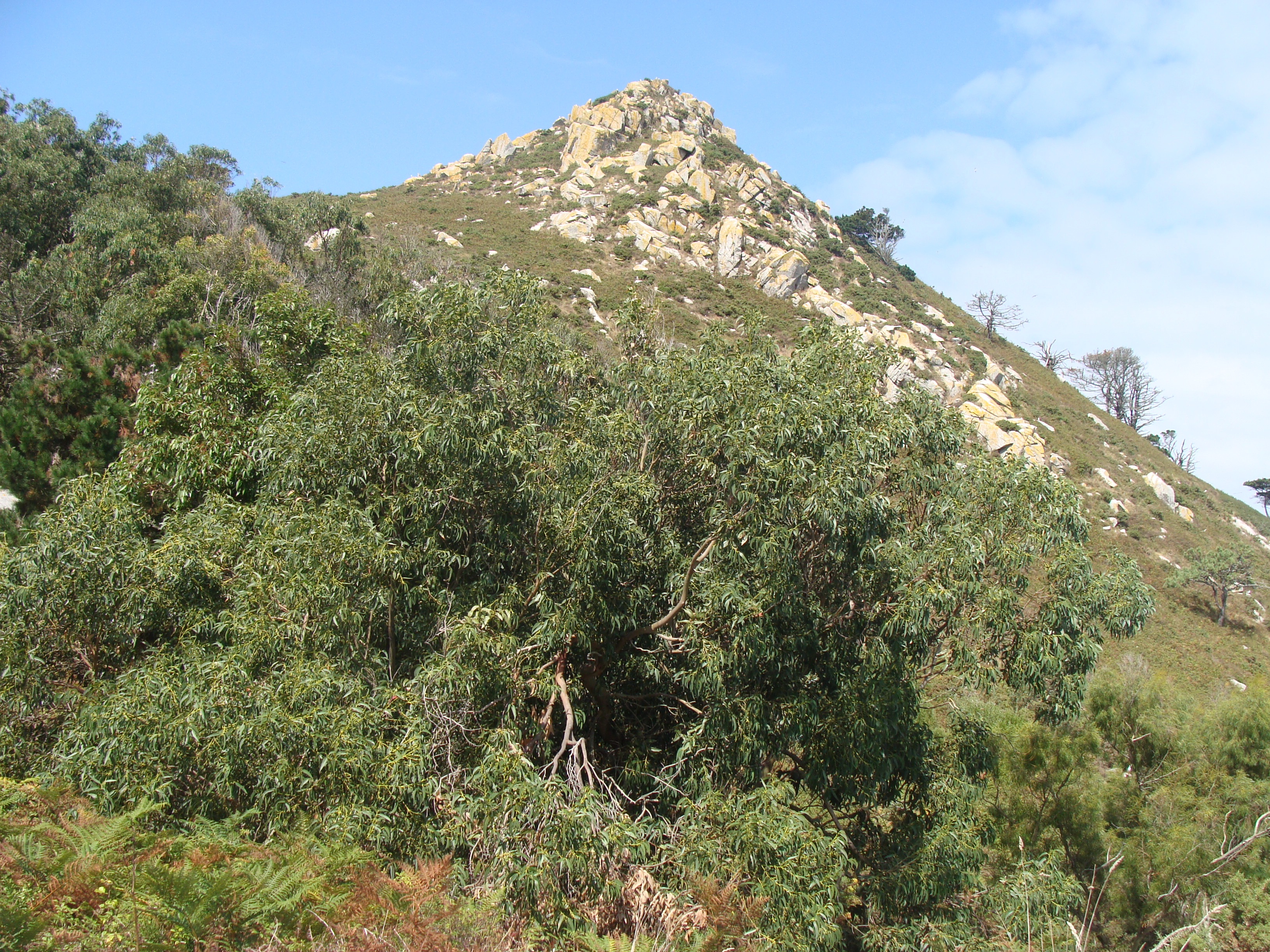
Monte Agudo